# Jacob Bruce
 (août 2025).
Si vous disposez d'ouvrages ou d'articles de référence ou si vous connaissez des sites web de qualité traitant du thème abordé ici, merci de compléter l'article en donnant les références utiles à sa vérifiabilité et en les liant à la section « Notes et références ».
Pour les articles homonymes, voir Bruce.
Jacob Bruce, de son nom de naissance James Daniel Bruce (russisé en Я́ков Ви́лимович Брюс), né en 1669 à Moscou et mort le 19 avril 1735 (30 avril dans le calendrier grégorien) dans son château de Glinki (ru) (aujourd'hui quartier de Lossino-Petrovski), est un homme d'État russe d'origine écossaise (issu des Bruce d'Écosse), compagnon de Pierre le Grand, frère du premier Oberkommandant de Saint-Pétersbourg Robert Bruce (ru), général, puis maréchal.

## Biographie
La famille Bruce s'installe en Russie en 1649. Bruce participe aux campagnes de Crimée en 1687 et 1689, à la campagne d'Azov en 1695-1696, contre l'Empire ottoman pendant la guerre russo-turque de 1686-1700. Lorsque la guerre du Nord éclate en 1700, il est chargé de moderniser l'artillerie, dont il commande les forces à la bataille victorieuse de Poltava en 1709. Il reçoit ensuite la plus haute distinction de l'Empire, l'ordre de Saint-André et il est gratifié du titre de comte en 1721. Il est chargé de négocier le traité de Nystad avec Ostermann, signé à l'été 1721, qui met fin à la grande guerre du Nord et assoit définitivement la position de la Russie comme grande puissance.

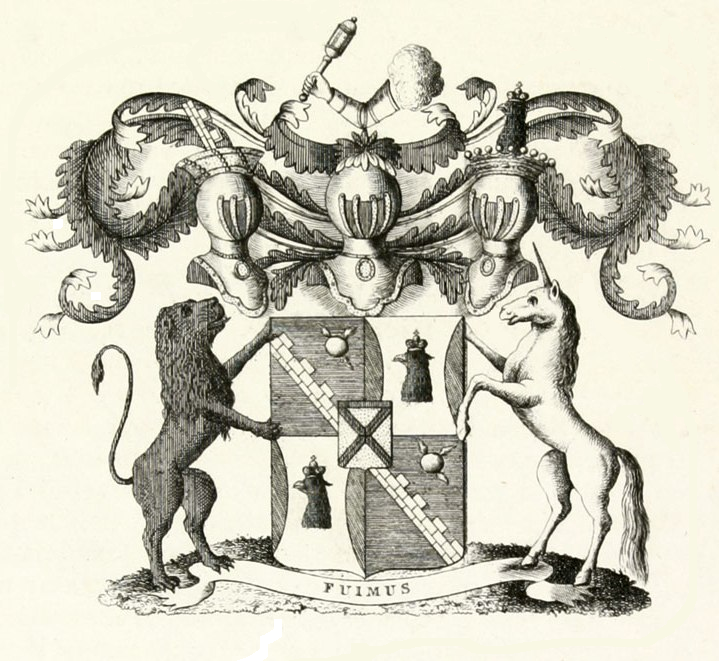
Armes des Bruce de Russie

Jacob Bruce fut l'un des personnages les plus érudits de son époque en Russie. Il était, outre ses talents militaires, réputé comme naturaliste et astronome. Il créa d'ailleurs le premier observatoire en Russie en 1702, situé au dernier étage de la porte de Soukharov à Moscou (aujourd'hui détruite), qui était alors dévolu à l'école de navigation. Sa bibliothèque scientifique comprenait plus de mille cinq cents volumes qui formeront la base de la bibliothèque de l'académie impériale des sciences. Il publia un dictionnaire russe-hollandais et hollandais-russe et l'un des premiers manuels de géométrie en russe. Il parlait couramment six langues et possédait un cabinet de curiosité fameux, qui sera à la base de la Kunstkamera de Saint-Pétersbourg. Il se retira dans ses terres en 1726, après avoir été nommé général-maréchal-de-camp, pour se consacrer à l'érudition scientifique et mourut sans héritier en 1735. Son neveu, le lieutenant-général Alexandre Romanovitch Bruce (fils de Robert Bruce et filleul du prince Menchikov), hérita de ses terres.

## Source
- (ru) Cet article est partiellement ou en totalité issu de l’article de Wikipédia en russe intitulé « Брюс, Яков Вилимович » (voir la liste des auteurs).
- (en)  Great Private Collections of Imperial Russia  O. Neverov, 2004, Thames and Hudson Press, P-13-19